# Nesippus vespa
Nesippus vespa is een eenoogkreeftjessoort uit de familie van de Pandaridae. De wetenschappelijke naam van de soort is voor het eerst geldig gepubliceerd in 1964 door Cressey.